# The End of Everything (Fear the Walking Dead)
«El Fin de Todo» —título original en inglés: «The End of Everything»— es el quinto episodio de la quinta temporada de la serie de televisión posapocalíptica, horror Fear the Walking Dead. Se estrenó el 30 de junio de 2019. Estuvo dirigido por Michael E. Satrazemis  y en el guion estuvo a cargo de Andrew Chambliss y Ian B. Goldberg.

## Trama
Después de ser secuestrada, Althea conoce a una joven llamada Isabelle que trabaja para el misterioso grupo del helicóptero. Althea esconde su cinta que muestra al miembro zombificado del grupo, Beckett, por lo que Isabelle se ve obligada a cooperar con Althea, que busca información sobre el grupo secreto y sus actividades. Con el helicóptero de Isabelle sin combustible y solo tres días antes de que se envíe otro equipo al área, Althea ayuda a Isabelle a realizar una escalada traicionera para obtener los suministros necesarios mientras revela su propia culpa por la muerte de su hermano cuando Althea decidió perseguir una historia en lugar de quedarse. con él. Isabelle revela que su grupo se está enfocando en el futuro y se está reconstruyendo hasta el punto de que su misión es más importante que nada ni nadie. Después de que Beckett se volvió loco después de presenciar los efectos de la radiación de la derritiendo la planta de energía, se vio obligada a matarlo. Althea finalmente lleva a Isabelle a la cinta y la destruye, pero Isabelle elige no matarla debido a su atracción mutua. Isabelle se va en el helicóptero con la cinta de la historia del hermano de Althea, mintiendo a su gente sobre encontrarse con alguien. Althea se reúne con el grupo de Morgan, Alicia y Annie y también miente sobre lo que aprendió, manteniendo su promesa a Isabelle. Inspirada por sus experiencias, Althea revela su apellido a sus amigos y finalmente da información personal sobre sí misma.

## Recepción
"The End of Everything" recibió críticas mixtas. Tiene una calificación positiva del 64% con una calificación promedio de 5.75/10 sobre 11 en el agregador de reseñas Rotten Tomatoes. El consenso de los críticos dice: "'The End of Everything' presenta una intrigante interacción entre Maggie Grace y la recién llegada Sydney Lemmon, pero esta entrega es más un anuncio de aventuras futuras que su propio capítulo".
David S.E. Zapanta de Den of Geek! le dio una calificación de 4.5/5 y dijo: "El miedo no juega la carta del romance muy a menudo, pero se usa aquí con gran efecto. Es fácil ver cómo estos dos personajes podrían enamorarse". Alexander Zalben de  Decider elogió el episodio y escribió: "Otra hora humana sincera con un giro sorpresa que también logró revelar mucho más sobre la gente del helicóptero, -- el grupo misterioso que apareció tanto en Fear the Walking Dead como en The Walking Dead." Escribiendo para Forbes, Erik Kain le dio una crítica negativa y escribió: "Este programa aparentemente puede manejar episodios que se enfocan en solo dos personajes muy bien, pero tan pronto como el elenco más grande entra en escena, todo se derrumba."

### Calificaciones
El episodio fue visto por 1,71 millones de espectadores en los Estados Unidos en su fecha de emisión original, por encima del episodios anterior.